# جوهانی (خواننده)
لی جو هون (کره‌ای: 이주헌؛ زادهٔ ۶ اکتبر ۱۹۹۴) که بیشتر با نام هنری جوهانی (انگلیسی: Joohoney) و جوهون (کره‌ای: 주헌؛ انگلیسی: Jooheon) شناخته می‌شود، رپر، خواننده، ترانه‌سرا، تهیه‌کننده و بازیگر اهل کره جنوبی است. او یکی از اعضای گروه پسرانهٔ کره‌ای مونستااکس است که در سال ۲۰۱۵، از طریق برنامه واقع‌نمای شبکه ام‌نت به نام نو. مرسی زیر نظر استارشیپ انترتینمنت شکل گرفت.

## فعالیت‌های دیگر
در فوریه ۲۰۲۲، جوهانی و همگروهی‌اش لی مین-هیوک و لیز از گروه آیو، از چهره‌های برند اولایو یانگ که در زمینهٔ لوازم آرایشی و مراقبت‌های پوستی فعالیت می‌کند، بودند.

## فیلم‌شناسی

### فیلم
| سال | عنوان                   | نقش | توضیحات      | منابع |
| --- | ----------------------- | --- | ------------ | ----- |
| ن/م | کی-پاپ: گمشده در آمریکا | ن/م | فیلم نتفلیکس |       |

### برنامه تلویزیونی
| سال       | عنوان             | نقش           | توضیحات                      | منابع |
| --------- | ----------------- | ------------- | ---------------------------- | ----- |
| ۲۰۱۴–۲۰۱۵ | نو. مرسی          | شرکت کننده    |                              |       |
| ۲۰۱۵      | شو می د مانی      | شرکت کننده    |                              |       |
| ۲۰۱۶      | برومنس سلبریتی‌ها  | عضو بازیگران  | به همراه جکسون وانگ (گات‌سون) | [ ۵ ] |
| ۲۰۱۶      | ترایب آو هیپ هاپ  | تهیه‌کننده     |                              |       |
| ۲۰۱۶      | ویکلی آیدل        | یکی از مجریان |                              | [ ۶ ] |
| ۲۰۱۹      | پرودوس اکس ۱۰۱    | مربی نبرد رپ  | حضور در قسمت ۳               | [ ۷ ] |
| ۲۰۲۰      | پادشاه خواننده    | شرکت کننده    |                              | [ ۸ ] |
| ۲۰۲۲      | خانواده فوق‌العاده | داور          |                              | [ ۹ ] |

### برنامه رادیویی
| سال       | عنوان                    | نقش  | توضیحات         | منابع  |
| --------- | ------------------------ | ---- | --------------- | ------ |
| ۲۰۲۱–۲۰۳۳ | آیدل رادیو ۲             | دی‌جی |                 | [ ۱۰ ] |
| ۲۰۲۲      | آیدل رادیو ۲ (نسخه ویژه) | دی‌جی | ۱۰ و ۱۱ سپتامبر | [ ۱۱ ] |

### برنامه اینترنتی
| سال  | عنوان            | نقش               | توضیحات                | منابع  |
| ---- | ---------------- | ----------------- | ---------------------- | ------ |
| ۲۰۲۱ | کمپانی موزیکوانگ | عضو گروه بازیگران |                        |        |
| ۲۰۲۲ | اکس: دنیای جدید  | عضو گروه بازیگران | فصل ۲                  | [ ۱۲ ] |
| ۲۰۲۲ | مرکز مشاوره دجوک | مجری              | به همراه پارک میونگ سو | [ ۱۳ ] |